# Crângași (métro de Bucarest)
Crângași  est une station de métro roumaine de la ligne M1 du métro de Bucarest. Elle est située dans le quartier de Crângași, Sector 6 de la ville de Bucarest. Elle dessert notamment le parc de Crângași qui est bordé par le lac Morii.
Elle est mise en service en 1984.
Exploitée par Metrorex elle est desservie par les rames de la ligne M1, qui circulent quotidiennement entre 5 h 0 et 23 h 0 (heure de départ des terminus). Les échanges sont faciles avec la station Piața Crângași du Tramway de Bucarest.

## Situation sur le réseau
Établie en souterrain la station Crângași dispose d'une plateforme de passage avec un quai central encadré par les deux voies de la ligne M1 du métro de Bucarest. Elle est située entre les stations Basarab, en direction de Dristor 2, et Petrache Poenaru, en direction de Pantelimon.
Au même niveau elle dispose d'une troisième voie utilisée seulement pour le service.

## Histoire
La station terminus « Crângași » est mise en service le 22 décembre 1984, lors de l'ouverture à l'exploitation du tronçon, long de 0,97 kilomètre, entre Petrache Poenaru (alors dénommée Semanatoarea) et Crângași de la ligne M1.
Elle devient une station de passage le 25 décembre 1987, lors de l'ouverture du prolongement de 2,83 kilomètres jusqu'à Gara de Nord.

## Service des voyageurs

### Accueil
La station dispose de deux bouches de métro au centre du Șoseaua Virtuții au carrefour avec le boulevard Constructorilor. Des escaliers, ou des ascenseurs pour les personnes à mobilité réduite, permettent de rejoindre la salle des guichets et des automates pour l'achat des titres de transport (un ticket est utilisable pour un voyage sur l'ensemble du réseau métropolitain).

### Desserte
À la station Crângași, la desserte quotidienne débute avec le passage des rames parties des stations terminus de la M1 à 5 h 0 et se termine avec le passage des dernières rames ayant prie le départ à 23 h 0 des stations terminus.

### Intermodalité
Les échanges sont facilités avec les rames de la ligne 41 du Tramway de Bucarest, car les deux bouches sont situées à l'extrémité de la station Piața Crângași. À proximité un arrêt de bus est desservi par les lignes 162, 16" et 178.